# 斯坎倫 (明尼蘇達州)
斯坎倫（英語：Scanlon）是一個位於美國明尼蘇達州卡爾頓縣的城市。

## 人口
根據2020年美國人口普查的數據，斯坎倫的面積為2.44平方千米，當中陸地面積為2.22平方千米，而水域面積為0.21平方千米。當地共有人口987人，而人口密度為每平方千米405人。